# Дублинский университет
Дублинский университет (англ. University of Dublin) — один из четырёх университетов Дублина, старейший университет Ирландии, один из семи «старинных университетов» Великобритании и Ирландии.
В настоящее время в университете записано около 15 500 студентов.
Университет был основан в 1592 году английской королевой Елизаветой I под названием The College of the Holy and Undivided Trinity of Queen Elizabeth near Dublin.
В отличие от университетов Оксфорда и Кембриджа с множеством колледжей, по примеру которых был создан университет, в Дублине существует только один колледж — Тринити-колледж. Поэтому на практике понятия «Trinity College, Dublin» и «University of Dublin» используют как синонимы.

## Известные преподаватели
- Клегхорн, Джордж (1716—1794) — профессор, 13 лет изучал эпидемические болезни на острове Менорка, основал Эдинбургское королевское медицинское общество.